# Nowy Dwór Królewski
Nowy Dwór Królewski este un sat în Polonia din voievodatul Cuiavia și Pomerania, județul Chełmno. Satul a fost înființat în Evul Mediu.